# Unterseeboot 752
L'Unterseeboot 752 ou U-752 est un sous-marin allemand (U-Boot) de type VIIC utilisé par la Kriegsmarine pendant la Seconde Guerre mondiale.
Le sous-marin fut commandé le 9 octobre 1939 à Wilhelmshaven (Kriegsmarinewerft), sa quille fut posée le 5 janvier 1940, il fut lancé le 29 mars 1941, et mis en service le 24 mai 1941, sous le commandement du Kapitänleutnant Karl-Ernst Schroeter (en).
Il fut coulé dans l'Atlantique Nord par l'aviation britannique, en mai 1943.

## Conception
Unterseeboot type VII, l'U-752 avait un déplacement de 769 tonnes en surface et 871 tonnes en plongée. Il avait une longueur totale de 67,10 m, un maître-bau de 6,20 m, une hauteur de 9,60 m et un tirant d'eau de 4,74 m. Le sous-marin était propulsé par deux hélices de 1,23 m, deux moteurs diesel Germaniawerft M6V 40/46 de 6 cylindres en ligne de 1 400 cv à 470 tr/min, produisant un total de 2 060 à 2 350 kW en surface et de deux moteurs électriques Brown, Boveri & Cie GG UB 720/8 de 375 cv à 295 tr/min, produisant un total 550 kW, en plongée. Le sous-marin avait une vitesse en surface de 17,7 nœuds (32,8 km/h) et une vitesse de 7,6 nœuds (14,1 km/h) en plongée. Immergé, il avait un rayon d'action de 80 milles marins (150 km) à 4 nœuds (7,4 km/h; 4,6 milles par heure) et pouvait atteindre une profondeur de 230 m. En surface son rayon d'action était de 8 500 milles nautiques (soit 15 700 km) à 10 nœuds (19 km/h).
 L'U-752 était équipé de cinq tubes lance-torpilles de 53,3 cm (quatre montés à l'avant et un à l'arrière) qui contenait quatorze torpilles. Il était équipé d'un canon de 8,8 cm SK C/35 (220 coups) et d'un canon antiaérien de 20 mm Flak. Il pouvait transporter 26 mines TMA ou 39 mines TMB. Son équipage comprenait 4 officiers et 40 à 56 sous-mariniers.

## Historique
Il suit sa formation de base au sein de la 3. Unterseebootsflottille jusqu'au 1er août 1941, puis il intègre sa formation de combat dans cette même flottille.
Sa première patrouille est précédée par de courts trajets à Horten, Trondheim et Kirkenes. Elle commence le 23 août 1941 au départ de Kirkenes sous les ordres du Kapitänleutnant Karl-Ernst Schroeter. Le même jour, il est attaqué sans succès par le sous-marin soviétique M-172, deux torpilles furent lancées. L'U-752 opère ensuite près de la péninsule de Kola et le 25 août 1941, il coule un chalutier soviétique au nord-ouest de Sviatoï Nos. Dans la même zone, deux jours plus tard, il signale l'envoi par le fond du patrouilleur soviétique RT-8 Seld, mais ce n'est pas confirmé. Après 26 jours en mer, il rejoint son port d'attache qu'il atteint le 17 septembre 1941.
Il fait un court passage à Trondheim avant de commencer sa deuxième patrouille au départ de Kirkenes le 7 novembre 1941. Il patrouille à l'entrée de la Mer Blanche et le 15 novembre 1941, il attaque un convoi près du Cap Gorodetski. Il torpille un transporteur de bois, soviétique. Touché, ce dernier ne s'arrête pas. Au cours de la seconde attaque, l'U-752 perd sa trace mais envoie par le fond un autre chalutier armé soviétique.
Entre novembre 1941 et février 1942, l'U-752 effectue de courtes sorties en mer, ne rencontrant aucun succès.
Le 12 février 1942, le submersible quitte Bergen pour l'Atlantique.
 À partir de mi-janvier 1942, six U-Boote reçoivent l'ordre de stationner à l'ouest des Hébrides et des Féroé pour contrer une éventuelle invasion en Norvège.
 L'U-752 en fait partie jusqu'au 22 février 1942. Il est ensuite dirigé avec l'U-136 et l'U-213 vers le convoi Halifax 175 (HX 175) signalé par l'U-154 à 800 nautiques à l'ouest de la Manche. Le 24 février 1942, il attaque un convoi, au sud-ouest de Rockall. L'U-752 retourne ensuite à l'ouest des Hébrides et des Féroé avant de rentrer à La Pallice.
Sa troisième patrouille se déroule du 28 mars au 21 mai 1942, soit 55 jours en mer. L'U-752 fait route vers les eaux américaine. Il fait partie des douze U-Boote de la cinquième vague de l'Opération Paukenschlag. Il patrouille sur la Côte Est des États-Unis jusqu'à New York. Pendant la nuit du 21 avril 1942, il envoie par le fond un cargo à vapeur américain à l'est de New York. Deux jours plus tard, il endommage avec son artillerie un autre cargo américain à l'est de la Baie du Delaware. Le Reinholt est fortement touché par 20 à 25 obus de 88 mm. Il a tiré 14 obus sur l'U-752 sans l'endommager.
 Le 1er mai 1942 à 5 h 43, le sous-marin torpille et coule un cargo norvégien, à l'Est d'Asbury Park (New Jersey). Il fait ensuite route vers la France et atteint Saint-Nazaire le 21 mai.
Sa sixième patrouille commence le 2 juillet 1942 au départ de Saint-Nazaire pour le centre de l'Atlantique. L'U-752 est l'un des six U-Boote destinés à des opérations dans la zone de Freetown. Ils se rassemblent au sud-est des Açores et forment le groupe Hai. Le 10 juillet 1942, ils font route vers le sud entre le 20° et le 25° méridien Ouest. Le 11 juillet 1942, le convoi OS 33 passe à travers la ligne de patrouille au sud de Santa Maria. Après la tombée de la nuit, un groupe de navires à destination de l'Amérique du Sud se sépare du convoi. Quatre U-Boote du groupe Hai les poursuivent alors que l'U-572 et l'U-752 gardent le contact avec le convoi OS 33. Aucun des U-Bootse n'enregistre de succès et l'opération prend fin le 13 juillet 1942. Le 15 juillet 1942, les cinq bateaux du groupe (l'U-136 a été coulé le 11 juillet 1942) font route vers le nord-nord-est des îles du Cap Vert. La ligne de patrouille s'étire jusqu'à Dakar. Le 21 juillet 1942, le groupe se disperse et les U-Boote opèrent indépendamment devant Freetown.
 L'U-752 torpille et coule cargo un britannique, le 23 juillet 1942 au sud-sud-ouest de Freetown. Deux jours plus tard, il attaque le convoi FN 20 et envoie par le fond un navire norvégien au sud-ouest de Freetown.
 Le 4 août 1942, il est ravitaillé par l'U-116 à l'ouest de Freetown. Il patrouille ensuite au sud-ouest de Freetown et coule deux autres bâtiments; un hollandais le 9 août 1942 et un américain quatre jours plus tard. Il recueille trois survivants du SS Mendenau, qui sont faits prisonniers.
Lors de sa septième patrouille, commencée le 19 octobre 1942, l'U-752 fait route vers le sud, lorsque les alliés débarquent en Afrique du Nord (opération Torch), le 8 novembre 1942. Il est l'un des U-Boote qui se trouvent entre le Golfe de Gascogne et les îles du Cap Vert, recevant l'ordre de rallier à grande vitesse les côtes du Maroc et de former le groupe Schlagetot. Ils doivent rompre l'approvisionnement destiné aux forces Alliées qui ont débarqué à Fedala et à Casablanca. Même si quelques bâtiments sont coulés entre le 11 et le 16 novembre 1942, l'U-752 ne peut briser le barrage formé par les Forces Alliées Navales. Le 18 novembre 1942, il essaye d'attaquer un vapeur au nord-ouest de Casablanca, mais sans succès. L'U-752 fait ensuite route vers La Pallice.
Sa quatrième patrouille, du 9 janvier au 15 février 1943, soit 38 jours en mer, le fait naviguer dans l'Atlantique Nord. L'U-752 rejoint le groupe Habicht, à l'ouest de l'Irlande. Le 17 janvier 1943, le groupe fait route vers l'ouest à la recherche de convois ON (Grande-Bretagne-Halifax). Il ne trouve aucun bâtiment et le 19 janvier 1943, le groupe se combine avec le groupe Falke pour former le groupe Haudegen. Ce groupe patrouille à 300 nautiques au sud-est du Cap Farvel. Le 22 janvier 1943, le groupe reçoit l'ordre de se diriger vers le sud à la recherche des convois HX. Des mauvaise conditions météo empêchent l'interception et les U-Boote retournent à leur position au sud du Cap Farewell. Le 26 janvier 1943, l'U-383 signale l'escorte du convoi Halifax 223 (HX 223) qui a été dispersé par la tempête. À partir du 1er février 1943, le groupe Haudegen commence un mouvement vers Terre-Neuve. Le lendemain, cinq des U-Boote du groupe sont détachés pour attaquer le convoi SG 19 avec le groupe Nordsturm. Le 4 février 1943, l'U-187 du groupe Pfeil signale le Slow Convoy 118 (SC 118) à l'est de Terre-Neuve. Certains U-Boote du groupe Haudegen, l'U-438, l'U-613, l'U-704 et l'U-752 reçoivent l'ordre d'arrêter leur patrouille et d'aller attaquer ce convoi. Les U-Boote du groupe Haudegen n'enregistrent aucun succès.
Après l'opération contre le SC 118, le 9 février 1943, à l'ouest-nord-ouest de l'Irlande, les U-Boots ne rejoignent pas le groupe mais leur base.
 Le lendemain sur la route du retour, l'U-752 est attaqué par un Liberator du 2 A/S Squadron de l'USAF, au nord-est des Açores. L'U-Boot est légèrement endommagé par des charges de profondeur.
Sa douzième et dernière patrouille commence le 22 avril 1943 lorsqu'il quitte La Pallice pour l'Atlantique Nord. Le 29 avril 1943, l'U-752 lance une attaque à la torpille sans succès sur un grand paquebot, au sud-ouest de l'Irlande. Une détonation est entendue, mais sans résultat apparent.
 L'U-752 rejoint le groupe Amsel 3 qui stationne à l'est de St John's avec les groupes Amsel 1, Amsel 2 et Amsel 4 en attente du convoi ONS 5. Le 7 mai 1943, le groupe Amsel 3 et Amsel 4 se combinent en groupe Rhein. Le 9 mai 1943, ce groupe reçoit l'ordre de se diriger vers le sud à grande vitesse pour former une ligne de patrouille en vue d'intercepter le convoi Halifax 237 (HX 237). Le même jour, l'U-359 signale un convoi. Mais à cause d'une mauvaise météo, la ligne ne peut être formée. Les U-Boote patrouillent indépendamment puis reforment le groupe le 10 mai 1943. À midi le même jour, l'U-403 signale un indépendant et un remorqueur du convoi HX 237. Les U-Boote du groupe Rhein étant alors trop loin à l'est, ils reçoivent l'ordre de se combiner avec le groupe Elbe et de former les groupes Elbe 1 et Elbe 2, pour poursuivre le Slow Convoy 129 (SC 129).
 Le 11 mai 1943, les U-Boote sont sur zone. Le convoi est signalé par l'U-504. Le lendemain, les U-Boote font mouvement vers le convoi pour l'attaquer, mais ils ne le peuvent pas, car ils sont obligés de rester en plongée par l'escorte.
 Le 13 mai 1943, un appareil du convoi Halifax 237 (HX 237) arrive pour protéger le SC 129. L'opération se termine le lendemain, lorsque deux bâtiments sont coulés et surtout lorsque deux U-Boote sont envoyés par le fond et d'autres endommagés.
 L'U-752 est ensuite ravitaillé par l'U-459, dans le centre de l'Atlantique Nord. Il rejoint le groupe Oder, formé le 18 mai 1943, avec principalement des U-Boote des groupes "Elbe". Ce groupe est à la recherche du Slow Convoy 130 (SC 130) qui doit se trouver plus au sud. En fait, le convoi n'est pas aller trop loin vers le sud et il a été intercepté par le groupe Donau 1 et le groupe Donau 2 au nord de la ligne de patrouille du groupe Oder. Les U-Boote du groupe Oder font partie maintenant du groupe Mosel, formé à 400 nautiques au sud du Cap Farvel pour intercepter le convoi Halifax 239 (HX 239). Le convoi se déroute vers le sud.
 Le 21 mai 1943, des U-Boote du groupe Mosel, dont l'U-752, se dirigent vers le convoi pour l'attaquer.
 Le 23 mai 1943 au matin, au voisinage du convoi HX 239, l'U-752 est repéré au radar par le destroyer HMS Keppel du British Escort Group B-3. Un Swordfish du Sqn 819, embarqué sur le porte-avions d'escorte HMS Archer se dirige vers lui. Des charges de profondeur sont lâchées, mais l'U-Boot plonge et s'échappe. Une heure plus tard, l'U-752 refait surface et est de nouveau signalé par un autre Swordfish, armé de roquettes. Quatre salves de deux roquettes sont tirées et la dernière touche le sous-marin en train de plonger. L'U-752 refait surface, tourne en rond et perd de l'huile pendant que d'autres hommes d'équipage arment les canons. Le Swordfish demande de l'aide et un Grumman F4F Wildcat du Sqn 892 également du HMS Archer, arrive en renfort. Une longue rafale de mitrailleuse tue le commandant Karl-Ernst Schroeter, présent sur la passerelle. L'ordre est donné d'abandonner le U-Boot qui coule à la position 51° 40′ N, 29° 49′ O.
C'est le premier U-Boot à être coulé par un appareil provenant d'un porte-avions d'escorte par des roquettes. Dirigé par le Martlet, le destroyer HMS Escapade se rend sur la zone du naufrage et recueille seulement treize survivants. Quatre autres rescapés sont recueillis plus tard par l'U-91, 29 victimes sont à déplorer.

## Affectations
- 3. Unterseebootsflottille du 24 mai 1941 au 1er août 1941 (Période de formation).
- 3. Unterseebootsflottille du 1er août 1941 au 23 mai 1943 (Unité combattante).

## Commandement
- Korvettenkapitän Karl-Ernst Schroeter (en) du 24 mai 1941 au 23 mai 1943.

## Patrouilles
|       | Commandant                  | Départ            | Départ      | Arrivée           | Arrivée     | Jours     | Succès   |
| ----- | --------------------------- | ----------------- | ----------- | ----------------- | ----------- | --------- | -------- |
|       | Kptlt. Karl-Ernst Schroeter | 23 juillet 1941   | Kiel        | 24 juillet 1941   | Horten      | 2 jours   |          |
|       | Kptlt. Karl-Ernst Schroeter | 31 juillet 1941   | Horten      | 2 août 1941       | Trondheim   | 3 jours   |          |
|       | Kptlt. Karl-Ernst Schroeter | 18 août 1941      | Trondheim   | 22 août 1941      | Kirkenes    | 5 jours   |          |
| 1     | Kptlt. Karl-Ernst Schroeter | 23 août 1941      | Kirkenes    | 17 septembre 1941 | Kirkenes    | 26 jours  | 1 161    |
|       | Kptlt. Karl-Ernst Schroeter | 19 septembre 1941 | Kirkenes    | 23 septembre 1941 | Trondheim   | 5 jours   |          |
|       | Kptlt. Karl-Ernst Schroeter | 18 octobre 1941   | Trondheim   | 22 octobre 1941   | Kirkenes    | 5 jours   |          |
| 2     | Kptlt. Karl-Ernst Schroeter | 7 novembre 1941   | Kirkenes    | 18 novembre 1941  | Kirkenes    | 12 jours  | 581      |
| 3     | Kptlt. Karl-Ernst Schroeter | 22 novembre 1941  | Kirkenes    | 10 décembre 1941  | Kiel        | 19 jours  |          |
| 4     | Kptlt. Karl-Ernst Schroeter | 4 février 1942    | Kiel        | 5 février 1942    | Heligoland  | 2 jours   |          |
| L     | Kptlt. Karl-Ernst Schroeter | 7 février 1942    | Heligoland  | 10 février 1942   | Bergen      | 4 jours   |          |
| L     | Kptlt. Karl-Ernst Schroeter | 12 février 1942   | Bergen      | 13 mars 1942      | La Pallice  | 30 jours  |          |
| 5     | Kptlt. Karl-Ernst Schroeter | 28 mars 1942      | La Pallice  | 21 mai 1942       | St. Nazaire | 55 jours  | 15 506   |
| 6     | Kptlt. Karl-Ernst Schroeter | 2 juillet 1942    | St. Nazaire | 4 septembre 1942  | La Pallice  | 65 jours  | 21 651   |
| 7     | Kptlt. Karl-Ernst Schroeter | 19 octobre 1942   | La Pallice  | 21 octobre 1942   | La Pallice  | 3 jours   |          |
| L     | Kptlt. Karl-Ernst Schroeter | 22 octobre 1942   | La Pallice  | 3 décembre 1942   | La Pallice  | 43 jours  |          |
| 8     | Kptlt. Karl-Ernst Schroeter | 9 janvier 1943    | La Pallice  | 15 février 1943   | St. Nazaire | 38 jours  |          |
| 9     | Kptlt. Karl-Ernst Schroeter | 22 avril 1943     | St. Nazaire | 23 mai 1943       | Coulé       | 32 jours  |          |
| Total | Total                       | Total             | Total       | Total             | Total       | 349 jours | 38 899 t |

Note : Kptlt. = Kapitänleutnant

### Opérations Wolfpack
L'U-752 a opéré avec les Wolfpacks (meute de loups) durant sa carrière opérationnelle.
- Westwall (2-12 mars 1942)
- Hai (3-21 juillet 1942)
- Schlagetot (9-21 novembre 1942)
- Habicht (10-19 janvier 1943)
- Haudegen (19 janvier – 9 février 1943)
- Amsel 3 (4-6 mai 1943)
- Rhein (7-10 mai 1943)
- Elbe 1 (10-14 mai 1943)
- Oder (17-19 mai 1943)
- Mosel (19-23 mai 1943)

## Navires coulés
L'U-752 a coulé 7 navires marchands totalisant 32 966 tonneaux, 2 navires de guerre auxiliaires totalisant 1 134 tonneaux et a endommagé 1 navire marchand de 4 799 tonneaux au cours des 9 patrouilles (349 jours en mer) qu'il effectua.
| Date             | Nom           | Nationalité       | Tonnage | Convoi | Fait      | Localisation         |
| ---------------- | ------------- | ----------------- | ------- | ------ | --------- | -------------------- |
| 25 août 1941     | T-898 (No 44) | Marine soviétique | 553     | -      | Coulé     | 68° 20′ N, 39° 00′ E |
| 27 août 1941     | RT-8 Seld     | Union soviétique  | 608     | -      | Coulé     | 68° 30′ N, 43° 00′ E |
| 15 novembre 1941 | T-889 (No 34) | Marine soviétique | 581     | -      | Coulé     | 67° 30′ N, 41° 11′ E |
| 21 avril 1942    | West Imboden  | USA               | 5 751   | -      | Coulé     | 41° 14′ N, 65° 55′ O |
| 23 avril 1942    | Reinholt      | Norvège           | 4 799   | -      | Endommagé | 39° 10′ N, 72° 00′ O |
| 1er mai 1942     | Bidevind      | Norvège           | 4 956   | -      | Coulé     | 39° 35′ N, 72° 42′ O |
| 23 juillet 1942  | Garmula       | Royaume-Uni       | 5 254   | -      | Coulé     | 5° 32′ N, 14° 45′ O  |
| 27 juillet 1942  | Leikanger     | Norvège           | 4 003   | FN-20  | Coulé     | 4° 00′ N, 18° 00′ O  |
| 9 août 1942      | Mendanau      | Pays-Bas          | 6 047   | -      | Coulé     | 4° 45′ N, 18° 00′ O  |
| 13 août 1942     | Cripple Creek | USA               | 6 347   | -      | Coulé     | 4° 55′ N, 18° 30′ O  |